# Sudan Tribune
Sudan Tribune — новинний портал про Судан, Південний Судан і сусідні країни, включаючи висвітлення новин, аналізи та коментарі, офіційні звіти та пресрелізи від різних організацій, а також карти. Він розташований у Парижі, Франція, і керується командою суданських і міжнародних редакторів і журналістів. Sudan Tribune стверджує, що було понад 5 мільйонів переглядів сторінок у 2005 році та понад 12 мільйон переглядів сторінок (майже мільйон абсолютних унікальних відвідувачів) у 2008 році.

## Історія
Sudan Tribune була заснована у 2003 році. У липні 2017 року ЗМІ Південного Судану звинуватили уряд у блокуванні їхніх вебсайтів, зокрема сайту Tribune.